# Перетурін Володимир Іванович
Перету́рін Володи́мир Іва́нович (рос. Владимир Иванович Перетурин, 23 травня 1938, Москва, СРСР — 22 травня 2017, Москва, Росія) — радянський та російський спортивний коментатор, а раніше — футболіст, захисник. Переможець Спартакіади народів СРСР (1959). Майстер спорту СРСР.

## Життєпис
Володимир Перетурін народився в Москві. 1955 року закінчив 49-ту середню школу ФВНО (Фрунзенський відділ народної освіти). Займався футболом у дитячо-юнацькій школі московського «Динамо». 1956 року був залучений Михайлом Якушиним до тренувань з динамівським «дублем», у складі якого провів два сезони.
З 1959 по 1961 рік виступав за кіровське «Динамо», що грало в класі «Б», а з 1962 по 1964 рік захищав кольори ленінградського «Динамо». Згодом грав у складі московського «Серпа і Молота», ленінградського «Автомобіліста» та «Сатурна» з Рибінська. У класі «А» провів 25 матчів. 1959 року став переможцем Спартакіади народів СРСР.
По завершенні спортивної кар'єри закінчив історичний факультет ЛДПІ імені Герцена за спеціальністю «Вчитель історії та суспільнознавства». 1970 року став спортивним коментатором. Дебютним матчем для Перетуріна стала гра між збірними Югославії та СРСР. Микола Озеров, через проблеми з передачею сигналу, раптово зник з ефіру, після чого нікому ще не відомий Перетурін підстрахував його в московській студії. Після цього Володимир Перетурін працював на всіх великих футбольних змаганнях та Олімпіадах. Окрім того робив одноразові телепередачі, що розповідали про екзотичні види спорту, зимовий туризм, баскетбол тощо. Коментував чемпіонати світу з хокею, ковзанярський, санний та кінний спорт, фехтування, хокей на траві, важку атлетику. Робив дописи про футбол та хокей у газетах «Советский спорт», «Известия», «Литературная газета».
З листопада 1980 року був ведучим телепередачі «Футбольний огляд», що виходила на Першому каналі впродовж 19 років та мала близько 900 випусків.
З 1994 по 2003 рік був членом виконкому РФС, очолював комітет зі зв'язків з громадськістю та чесної гри.
Лауреат премії «Стрілець» — найкращому телекоментатору 1997 року.
Навесні 1998 року переніс перший інсульт. Два місяці потому знову повернувся до «Футбольного огляду», однак наприкінці 1999 року передачу було закрито. До 2003 року Перетурін був коментатором «Першого каналу», однак, фактично, роботи майже не мав. 2003 року був звільнений з редакції, чому, на думку самого Володимира Івановича, посприяли інтриги Віктора Гусєва. Останнім значним турніром, на якому працював Перетурін, став Чемпіонат світу з футболу 2002 року.
З березня 2011 по березень 2012 року знову був ведучим «Футбольного огляду», що повернувся на екрани після більш ніж десятирічної перерви.
Навесні 2012 року переніс ще один інсульт, після якого був прикутий до ліжка. Помер 22 травня 2017 року напередодні свого 79-річчя.

## Цікаві факти
- Традиційно завершував свої трансляції фразою «І будьте здорові!» (рос. «И будьте здоровы!»)[6].
- Перетурін часто повторював, що граючи за ленінградське «Динамо», забив у власні ворота ювілейний 1000-й гол тбіліського «Динамо» у чемпіонатах СРСР, однак його м'яч був вже 112-им на рахунку тбілісців[7].
- Озвучував мультфільм «Футбольні зірки» («Союзмультфільм», 1974).
- У серпні 2014 року закликав відмовитися від проведення в Росії чемпіонату світу з футболу 2018 року через брак фінансування[8].

## Сім'я
- Батько — Перетурін Іван Уварович (1908—1988), працівник Міністерства юстиції СРСР та дипкур'єрської служби МЗС СРСР.
- Мати — Перетуріна Емілія Олександрівна, токар на заводі «Каучук».
- Молодший брат Олександр — працівник конструкторського бюро.